# Sant Lluís Rei de Pena
Sant Lluís Rei de Pena és un oratori de la comuna nord-catalana de Cases de Pena, a la comarca del Rosselló.
Està situat en el camí de pujada cap a l'ermita de Nostra Senyora de Pena, just al lloc on comença el roquissar de Pena, després de dues fortes giragonses del camí.
Vorejant el sender que mena a l'edifici hi ha petits oratoris abandonats i en força mal estat dedicats a sant Antoni del Desert, sant Galdric i sant Lluís Rei, entre d'altres.